# Lionel-Max Chassin
Pour les articles homonymes, voir Chassin.
Lionel-Max Chassin, de son vrai nom Guillaume Jean Max Chassin, né le 26 avril 1902 à Bordeaux (Gironde) et mort le 16 août 1970 à Marseille (Bouches-du-Rhône), est un général de l'armée française, connu pour son engagement politique en faveur de l'Algérie française.

## Carrière militaire
Lionel-Max Chassin intègre l'École navale, en France, en 1919, où il obtient le diplôme d'ingénieur en 1921. Il sort premier de l'École d'aéronautique de Rochefort (Charente-Maritime) et entre dans l’Aéronavale en 1926, donnant un cours supérieur de navigation aérienne à Brest en tant que jeune lieutenant de vaisseau.
En 1935, il rejoint l'Armée de l'air au moment de sa création et est un des premiers brevetés parachutistes à l’école de saut d’Avignon-Puault en 1936, où il obtient le grade de capitaine. Promu commandant en 1938, il sort de l'École de guerre aérienne en 1939. En 1940, il obtient le diplôme de l’École libre des sciences politiques, et représente la France au comité stratégique de Londres puis est affecté en mai au cabinet du chef d'état major de l'armée de l'air. Deux jours après l’armistice, il est à Alger et est envoyé au Maroc. En septembre, il commande le groupe 1/32 qui reçoit l'ordre de bombarder Gibraltar, mais fait larguer ses bombes au large du rocher. Il est affecté au cabinet militaire du secrétariat d’état à l'aviation à Vichy tout en appartenant au réseau de résistance Ronsard-Troine. C'est lui qui pilote l'avion de l'amiral Darlan lorsque celui-ci se rend à Alger le 5 novembre 1942. Il participe activement aux négociations lors du débarquement américain et est envoyé au Maroc, puis à Dakar, pour rallier les forces françaises à l'effort franco-américain. Nommé lieutenant-colonel en 1943, il est nommé directeur du personnel militaire de l’armée de l’air.
Il est nommé colonel en 1944, et général de brigade en 1946. En 1949, il est nommé général de division, puis sous-chef d’état-major de la défense nationale (1946-1948), commandant la 3e région aérienne (1948-1951), commandant de l'aviation en Indochine de 1951 à 1953, poste où il succède au général André Hartemann.
Le général Chassin se prononce en faveur du développement de l'arme nucléaire et il fait partie des influences qui amènent Pierre Mendès France à lancer le programme nucléaire militaire français en 1954. 
De 1953 à 1956, il devient commandant en chef de la Défense aérienne du territoire (DAT) à Versailles. En 1956, il est commandant et coordinateur de la Défense aérienne des forces alliées en Europe centrale auprès de l'OTAN, jusqu'en mars ou avril 1958 (SHAPE). Il est promu général d'armée aérienne en 1957, avant d'être autorisé à bénéficier du congé définitif du personnel navigant en avril 1958.

## Engagement politique pour l'Algérie française
Chassin est un catholique proche de la Cité catholique de Jean Ousset, hostile aux catholiques progressistes et au communisme. Un général, alors colonel à l'état-major de la 5e région aérienne en 1952, qui avait attaqué auparavant un article de Chassin, témoigne qu'il s'est vu dénigrer comme « communisant, homme de gauche » par Chassin. Un général prit sa défense en arguant qu'il allait à la messe tous les dimanches. Ce à quoi Chassin rétorqua : « Ce sont les plus dangereux ». Il prône le « rôle idéologique » de l'armée et sa mission de « redressement moral » et de « gardienne des valeurs », dès octobre 1954, dans un article de la Revue militaire d'information,.
Il a été mêlé aux intrigues du docteur Henri Martin, à son « complot du grand O » dont il aurait été l'un des chefs (« le grand B ») avec le général Paul Cherrière (« le grand A »). En janvier 1957, il succède au général Salan à la tête du comité de patronage de l’Association des combattants de l’Union française (ACUF). Au moment du 13 mai 1958, son nom ayant été mêlé à l'opération Résurrection, le gouvernement de Pierre Pflimlin ayant ordonné son arrestation, il « prend le maquis » et tente d’organiser la mobilisation des partisans de l’Algérie française en métropole. Il fonde en juin 1958 le Mouvement populaire du 13-Mai, qui soutient le général de Gaulle, mais il en démissionne en septembre. 
Il se présente aux élections législatives de novembre 1958 dans la 2e circonscription de la Gironde, à Bordeaux, afin de faire battre Jacques Chaban-Delmas mais ce dernier en sort vainqueur au second tour, avec plus de 63 % des voix,. Il s'intéresse ensuite au Centre d'études supérieures de psychologie sociale (CESPS) de Georges Sauge, une officine anticommuniste qui prône la nécessité de la défense de « l'Occident chrétien » contre le communisme. Il assiste à une de ses conférences en 1959, donnée à l'occasion d'un dîner-débat du Centre d'études politiques et civiques, et prend la parole la même année à la session nationale d'études du CESPS, au parc des expositions de la porte de Versailles les 28 et 29 novembre,. 
En janvier 1960, ayant tenté de gagner l’Algérie au moment de la semaine des barricades, il est interpellé par la police mais vite remis en liberté. À partir de 1961, gravement malade, il ne prend plus part activement aux événements, bien qu’assurant toujours la présidence de l’ACUF, jusqu'au début de l'année 1966.
Il cosigne en 1966 une déclaration anticommuniste dénonçant « l'agression (menée par) la guérilla Vietcong au Vietnam du Sud ».

## Intérêt pour les OVNI
Passionné par le phénomène des soucoupes volantes, il rédigea, en 1958, la préface de l'ouvrage d'Aimé Michel Mystérieux Objets Célestes - À propos des soucoupes volantes, dans laquelle il écrivit : « On peut donc affirmer qu'il apparaît vraiment, dans le ciel qui nous entoure, de mystérieux objets. ». De 1964 à 1970, il présida, le Groupe d'étude des phénomènes aériens (GEPA), une association privée ufologique.

## Descendance
Il est le père du militant politique Pierre Chassin.

## Œuvres

### Essais et biographies
Il est l’auteur de plusieurs ouvrages : 
- Les conquérants de l’infini, Lajeunesse, 1945
- Histoire militaire de la Seconde Guerre mondiale, Payot, 1947
- Stratégie et bombe atomique, Lavauzelle, 1948
- Anthologie des classiques militaires français, Lavauzelle, 1950
- La conquête de la Chine par Mao Tse-Tung, Payot, 1952
- L’ascension de Mao Tse-Tung, Payot 1953
- Aviation Indochine, Amiot-Dumont, 1954
- Bélisaire, généralissime byzantin, Payot, 1957

Préfaces
- Raymond Cauchetier, Ciel de guerre en Indochine (photographies), Lausanne, 1953
- Georges Hilaire Gallet, À l'assaut de l'espace, collection la Marche du monde, Paris, 1956
- Aimé Michel, Mystérieux objets célestes, Arthaud, 1958

### Articles
Fondateur de la revue Forces aériennes françaises, il a signé de très nombreux articles.

## Médailles
- Grand officier de la Légion d'honneur
- Croix de guerre 1939-1945
- Croix de guerre des Théâtres d'opérations extérieurs
- Médaille de la France libre
- Commandeur des palmes académiques
- Médaille coloniale
- Médaille d'or de l’éducation physique
- Officier de l'ordre de l'Empire britannique
- Grand officier de l'ordre du Vietnam
- Grand Croix du Nicham el-Anouar